# Espresso Bongo
Espresso Bongo (Expresso Bongo) è un film del 1959 diretto da Val Guest.